# Вайкапу (Гаваї)
Вайкапу (англ. Waikapu) — переписна місцевість (CDP) в США, в окрузі Мауї штату Гаваї. Населення — 3437 осіб (2020).

## Географія
За даними Бюро перепису населення США в 2010 році переписна місцевість мала площу 28,66 км², з яких 28,60 км² — суходіл та 0,05 км² — водойми.

## Демографія
Згідно з переписом 2010 року, у переписній місцевості мешкало 2965 осіб у 879 домогосподарствах у складі 723 родин. Густота населення становила 103 особи/км². Було 909 помешкань (32/км²).
Расовий склад населення:
| - 33,9 % — азіатів - 23,7 % — білих - 8,1 % — вихідців з тихоокеанських островів - 0,5 % — корінних американців - 0,4 % — чорних або афроамериканців - 1,0 % — осіб інших рас |

До двох чи більше рас належало 32,5 %. Частка іспаномовних становила 10,6 % від усіх жителів.
За віковим діапазоном населення розподілялося таким чином: 31,3 % — особи молодші 18 років, 62,0 % — особи у віці 18—64 років, 6,7 % — особи у віці 65 років та старші. Медіана віку мешканця становила 32,6 року. На 100 осіб жіночої статі у переписній місцевості припадало 99,1 чоловіків; на 100 жінок у віці від 18 років та старших — 96,3 чоловіків також старших 18 років.
Середній дохід на одне домашнє господарство становив 102 748 доларів США (медіана — 91 447), а середній дохід на одну сім'ю — 105 022 долари (медіана — 90 288). Медіана доходів становила 48 822 долари для чоловіків та 41 544 долари для жінок. За межею бідності перебувало 4,4 % осіб, у тому числі 3,4 % дітей у віці до 18 років та 0,0 % осіб у віці 65 років та старших.
Цивільне працевлаштоване населення становило 1850 осіб. Основні галузі зайнятості: освіта, охорона здоров'я та соціальна допомога — 23,1 %, мистецтво, розваги та відпочинок — 17,1 %, роздрібна торгівля — 10,4 %, науковці, спеціалісти, менеджери — 8,5 %.

## Економіка
Середній дохід на одне домашнє господарство Ваікапу склав 62 813 доларів США, а середній дохід на одну сім'ю — 65 781 долар. При цьому чоловіки мали середній дохід в 43 125 доларів на рік проти 32 875 доларів середньорічного доходу у жінок. Дохід на душу населення склав 24 564 доларів на рік. 0,7 % від усього числа сімей в місцевості і 1,9 % від усієї чисельності населення перебувало на момент перепису за межею бідності, при цьому 1,7 % з них були молодші 18 років і 1,6 % — у віці 65 років та старше.